# معمای پیکاسو
معمای پیکاسو (فرانسوی: Le mystère Picasso‎) فیلمی مستند در مورد نقاش اسپانیایی پابلو پیکاسو به کارگردانی آنری-ژرژ کلوزو محصول سال ۱۹۵۶ کشور فرانسه است. این فیلم در ۱۸ مه ۱۹۵۶ در فرانسه منتشر شد. معمای پیکاسو در جشنواره فیلم کن ۱۹۵۶ برنده جایزه هیئت داوران و در جشنواره فیلم کن ۱۹۸۲ خارج از رقابت نمایش داده شد.